# Браун, Гжегож
Гже́гож Ми́хал Бра́ун (пол. Grzegorz Michał Braun; род. 11 марта 1967, Торунь, Торуньское воеводство, Польша) — польский политик, публицист, академический лектор, режиссёр и сценарист. Лидер Конфедерации польской короны и один из лидеров Конфедерации свободы и независимости. Депутат Сейма Польши (2019—2024) и Европейского парламента (с 2024).
Придерживается антиамериканских, антиукраинских, антипротестантских, анти-ЛГБТ, антисемитских и пророссийских убеждений, примыкая к польскому ультранационализму и католикам-традиционалистам. Его деятельность в Сейме характеризовалась пророссийской позицией и серией антисемитских инцидентов, в том числе называнием польских евреев «врагами Польши» и участниками «сатанинского культа». В 2023 году он сорвал лекцию о Холокосте, уничтожив оборудование и сделав ещё более уничижительные комментарии в адрес евреев. Позже он совершил схожий противоречивый поступок, погасив ханукальную менору в Сейме, что привело к его исключению из сессии и наказанию.

## Биография
Гжегож Браун родился в Торуне. Его отец Казимеж Браун был польским режиссёром. Гжегож является племянником президента TVP и политика Юлиуша Брауна и братом актрисы Моники Браун (Monika Braun).
В 1990 году Браун окончил факультет полонистики во Вроцлавском университете. После чего он до 2007 года преподавал журналистику в этом университете. В 1993 году окончил аспирантуру на факультете радио и телевидения Силезского университета.
В 1990—1994 годах был публицистом и членом редколлегии журнала Фронда. Позже Гжегож работал на радио Вроцлав. Как режиссёр, он создал более 20 фильмов, в том числе документальный фильм 2005 года Плюсы положительные, плюсы отрицательные о контактах Леха Валенсы со Службой безопасности ПНР. Он также является одним из создателей телесериала Список опечаток биографии, раскрывающего сведения о связи многих знаменитых поляков со спецслужбами Польской Народной Республики. Браун стал публицистом в журналах Вариант справа и Великая Полония.
В 2015 году состоялась премьера серии фильмов Гжегожа Брауна под названием Смоленское покушение, посвящённых крушению Ту-154 в Смоленске 10 апреля 2010 года.

## Политическая деятельность
С 1987 года совместно организовал акции Оранжевой альтернативы. В связи со своей оппозиционной деятельностью Гжегож был задержан Службой безопасности. В 1988 и 1989 годах был участником и одним из организаторов студенческих забастовок в Вроцлавском университете. Он также участвовал в движении Польско-чешско-словацкой солидарности.
На парламентских выборах 2007 года он был объявлен кандидатом от Союза реальной политики в сенат, однако не собрал необходимого для участия количества подписей.
На президентских выборах 2010 года входил в состав комитета поддержки Ярослава Качиньского. На местных выборах в том же году безуспешно баллотировался в городской совет Вроцлава.
24 января 2015 года Гжегож объявил о решении баллотироваться на пост президента Польши на выборах 2015 года. На состоявшихся 10 мая выборах он занял 8-е место из 11 кандидатов, набрав 124 132 голоса (0,83 %). Браун объявил, что во втором туре голосовал за Анджея Дуду.
После президентских выборов в 2015 году Гжегож выступил с инициативой «Пробуждение», направленной на реализацию органичной рабочей программы по вопросам свободы, безопасности, а также духовного, интеллектуального и материального освобождения поляков. Слоган Пробуждения — «Церковь-Школа-Стрельбище-Монетный двор». Он также является членом наблюдательных советов фондов Осухова и «Родина, Семья, Собственность».
25 января 2019 года Браун объявил о своём участии на досрочных выборах президента Гданьска. На выборах 3 марта он получил 11,86 % голосов, заняв второе место из трёх.
7 января 2019 года Гжегож вместе с Пробуждением вступил в коалицию, созданную для выборов в Европейский парламент, которая позже приняла название Конфедерация свободы и независимости. Он баллотировался от Подкарпатского воеводства, набрав 33 072 голоса, но не превысил избирательный порог.
В июне 2019 года Браун объявил о создании собственной партии — Конфедерация польской короны, которая стала членом федеральной партии Конфедерация свободы и независимости (КПК была зарегистрирована в январе 2020 года). На парламентских выборах в 2019 году он участвовал в списках Конфедерации, набрав 31 148 голосов и получив мандат депутата сейма Польши IX созыва. Гжегож участвовал в праймериз, организованном Конфедерацией для выбора кандидата для президентских выборов в 2020 году, однако, проиграл в финале Кшиштофу Босаку из Национального движения.
13 декабря 2023 года устроил скандал в здании Сейма Польши, затушив с помощью огнетушителя ханукальные свечи и был временно отстранён от заседаний парламента.
30 апреля 2025 года в польском городе Бяла-Подляска помощник Брауна по его поручению снял с мэрии флаг Украины во время митинга. Мужчина под аплодисменты толпы и крики «Это Польша!» снял флаг Украины и передал его самому Брауну. Тот взял на себя ответственность за инцидент: «Мой помощник, назначенный для выполнения обязанностей польского депутата Европейского парламента, по моей просьбе и по моему чёткому указанию, сделал то, что сделал. Следовательно, это моя ответственность», — заявил Браун. Местные власти осудили инцидент, назвав его «нападением на административное здание».
Посол Украины в Польше Василий Боднар заявил, что это была «преднамеренная провокация, направленная против дружбы» двух стран.
На президентских выборах 2025 года Браун занял четвёртое место, набрав 6,34 % голосов.

## Политические взгляды

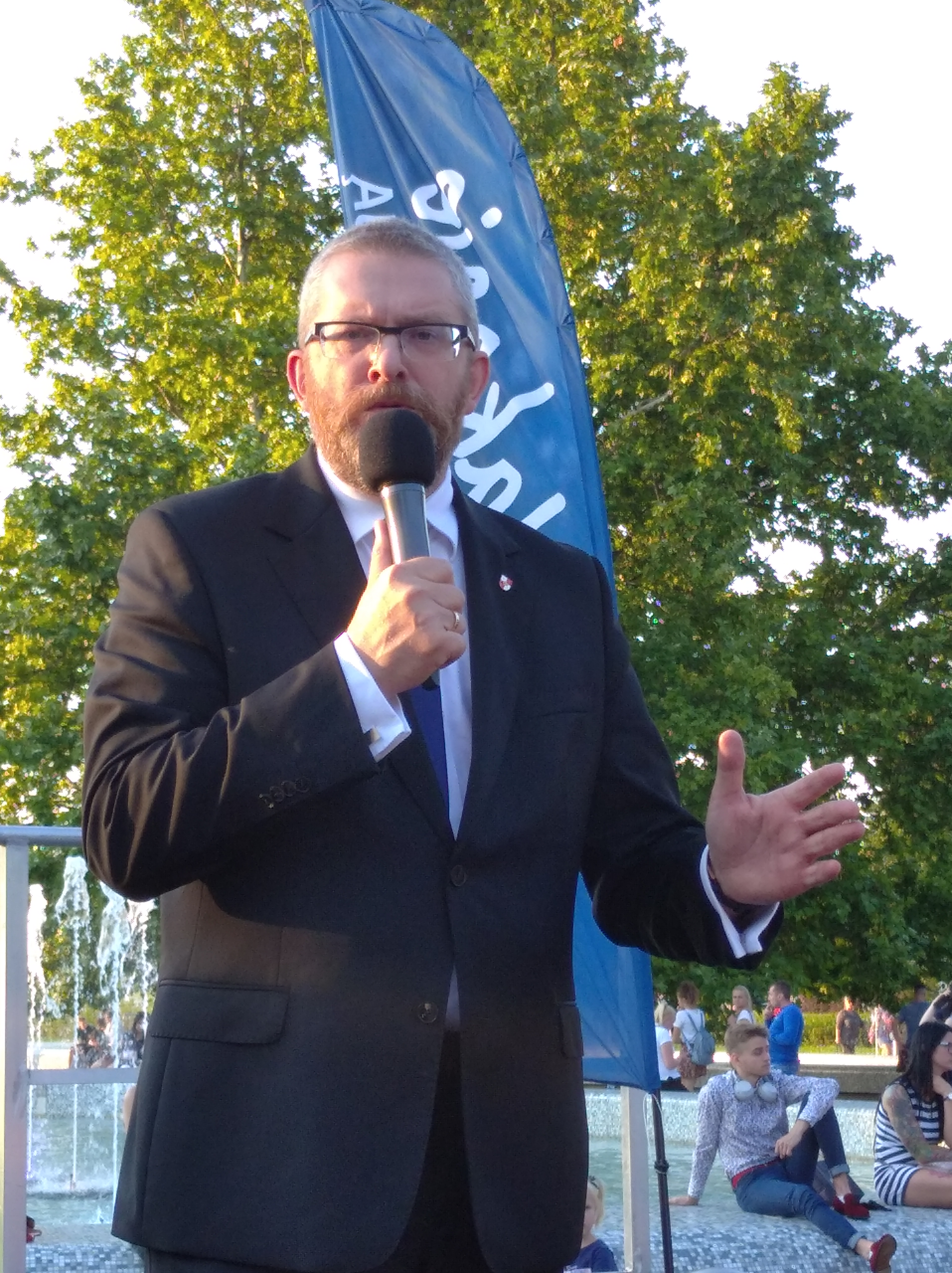
Гжегож Браун

Браун полностью поддерживает традиционное учение католической церкви в моральных вопросах. Он является сторонником полного запрета абортов и экстракорпорального оплодотворения, которое он называет «порочной процедурой». Гжегож выступает за смертную казнь для «убийц, предателей, шпионов и дезертиров». Он является монархистом и критиком демократии, а также поддерживает идею формальной интронизации Иисуса Христа как польского короля. Несмотря на противодействие ЛГБТ-активизму, он был противником наказания за гомосексуализм, однако в марте 2019 года он официально высказался за их наказание «по крайней мере в общественной сфере».
Гжегож сотрудничает с Организацией польских монархистов, для которой он читал идеологические лекции во время встреч в Варшаве и Вроцлаве. Он является противником Евросоюза, называя его «Евроколхозом». Он считает, что желательно чтобы политическая система Польши «эволюционировала из демократии в монархию».
Браун говорит о себе, что он далёк от анархизма и что он государственник, причём является противником бюрократизма. По его мнению, цивилизованные народы — это те, которые «умеют, с одной стороны, преследовать национальные интересы, имея в виду общее благо, а с другой умеют уважать человека». Расизм и шовинизм, которые, по его мнению, проистекают из отрешенности от источников латинской цивилизации, он называет «отклонением» и «проявлением племенного мышления». Такие отношения, по его мнению, «дикие» и «нецивилизованные». В экономических вопросах поддерживает принцип субсидиарности. Следовательно, государство не должно заниматься экономикой «за пределами обеспечения равного доступа к рынку». Исключения, однако, предусмотрены и «в тех сферах экономики, где решается вопрос о государственной безопасности» (например, оружейной, энергетической, сырьевой или климатической). По его мнению, государство также существует для того, чтобы «не пали поляки жертвой картельных сговоров».
Браун называл размещение американских военных баз и присутствие американских военных на территории Польши «государственной изменой» и неоднократно выражал сожаление об уровне польско-российских отношений, считая, что после падения «железного занавеса» в 1989 году польские власти пытаются его снова выстроить уже на границе с Россией. Также он неоднократно делал антисемитские высказывания в адрес американских евреев, обвиняя их в поддержке многих вооружённых конфликтов. В то же время Браун критически относится к некоторым аспектам внешней политики России в отношении Польши и других стран.
В 2021 году стал инициатором создания парламентской комиссии по расследованию кампании тестирования коронавируса, пригласив в Варшаву известных международных юристов Райнера Фюльмиха (Reiner Fuellmich) и Вивиан Фишер. Было объявлено о начале судопроизводства NURNBERG 2.0 в связи с искусственной программой мероприятий и ограничений по инфекции, которую организаторы назвали антинаучной, антимедицинской и противозаконной.

## Личная жизнь
6 декабря 2014 года в церкви Святого Клеменса Хофбауэра в Варшаве Гжегож Браун женился в традиционном латинском обряде на киномонтажёре Александре Грузель. Имеет с ней двоих детей.
Гжегож состоит в польской общине священнического братства святого Пия X.
Помимо польского, Браун знает чешский и английский язык на коммуникативном уровне.

## Фильмография
- 1990 — Nie wierzę politykom (Не верю политикам) — постановщик
- 1993 — Gorący czwartek (Жаркий четверг) — второй режиссёр
- 1995 — Ostatnie powstanie (Последнее восстание) — режиссёр, сценарист
- 1995 — Prezydent (Президент) — режиссёр[58]
- 1996 — Reakcjonista (Реакционер) — постановщик, сценарист
- 1998 — Obserwacja (Наблюдение) — постановщик
- 1999 — Śmierć człowieka utalentowanego (Смерть талантливого человека) — режиссёр, сценарист
- 1999 — Wielka ucieczka cenzora (Великий побег цензора) — режиссёр, сценарист
- 2001 — Krótka seria (Короткая серия) — режиссёр, сценарист
- 2001 — Zacz@towani. Historie_miłosne.pl — режиссёр
- 2002 — Arche. Czyste zło (Архэ. Чистое зло) — сценарист
- 2005 — Warto kochać (Стоит любить) — режиссёр
- 2006 — Plusy dodatnie, plusy ujemne (Плюсы положительные, плюсы отрицательные) — режиссёр
- 2006 — Będziesz moja (Ты будешь моей) — режиссёр
- 2007—2010 — Errata do biografii (Список опечаток биографии) — соавтор в качестве режиссёра и сценариста
- 2007 — Defilada zwycięzców (Парад победителей) — режиссёр, сценарист (вместе с Робертом Качмареком)
- 2007 — Oskarżenie (Обвинение) — режиссёр, сценарист
- 2008 — TW Bolek — режиссёр, сценарист (вместе с Робертом Качмареком)
- 2009 — Marsz wyzwolicieli (Марш освободителей) — режиссёр, сценарист
- 2010 — Towarzysz generał (Товарищ генерал) — режиссёр, сценарист
- 2010 — New Poland (Новая Польша) — режиссёр (вместе с Робертом Качмареком)
- 2010 — Eugenika — w imię postępu (Евгеника — во имя прогресса) — режиссёр
- 2011 — Towarzysz generał idzie na wojnę (Товарищ генерал идёт на войну) — режиссёр (вместе с Робертом Качмареком)
- 2012 — Poeta pozwany (Поэт-ответчик) — режиссёр
- 2012 — Transformacja (Трансформация) — режиссёр
- 2013 — Nie o Mary Wagner (Не о Мари Вагнер) — режиссёр
- 2014 — Nie jestem królikiem doświadczalnym (Я не подопытный кролик) — режиссёр
- 2015 — Zamach Smoleński (Смоленское покушение) — режиссёр
- 2017 — Luter i rewolucja protestancka (Лютер и протестантская революция) — режиссёр[59]

## Публикации
- Towarzysz generał idzie na wojnę (2011)
- Kto tu rządzi? (вместе с Яном Пиньским, 2014)
- Stałe warianty gry (2016)
- Rok w kondominium (2016)
- Iskry Boże (2017)
- Świat według Brauna (2017)
- Gietrzwałd 1877. Nieznane konteksty geopolityczne (2018)
- Układy i układanki (2018)
- Remanenty historyczne (2018)
- System. Od Lenina do Putina (2019)
- A nie mówiłem? (2020)